# Hugo Plomteux
Hugo Plomteux (Berchem, 1º luglio 1939 – 15 gennaio 1981) è stato un linguista e dialettologo belga.
Docente presso l'Università Cattolica di Lovanio, è apprezzato in particolare per le sue opere riguardanti il patrimonio culturale e linguistico ligure. Ha infatti dedicato varie opere alla descrizione della vita contadina e della lingua della Liguria, in particolare quella riguardante l'area della Val Graveglia, nell'entroterra lavagnese. A riconoscenza dei suoi studi, nel 1978 è stato insignito del premio Luigi De Martini da parte della storica associazione genovese A Compagna.
La prematura scomparsa ha portato vari studiosi a dedicare studi alla sua memoria. Nel 2011, a Ne, uno dei luoghi della Val Graveglia amati e studiati dal Plomteux, è stata intitolata una biblioteca a suo nome.

## Biografia
Frequentò studi classici al St. Stanislas College di Anversa, interessandosi di paleoslavo e greco moderno, e in seguito, a partire dal 1957, frequentò la Facoltà di Filologia Romanza all'Università Cattolica di Lovanio. Nel 1963 presentò la sua tesi di laurea, dal titolo Les dénominations de batraciens anoures en Italie, scritta sotto la guida del linguista rumeno Sever Pop. Nel settembre 1965 presenziò al II Congresso Internazionale di Dialettologia a Marburgo, in qualità di assistente del prof. A. Van Windekens.

Nel maggio 1972, dopo aver già insegnato nella sezione universitaria di Kortrijik ed essere diventato titolare dei corsi di linguistica italiana, ottenne il dottorato in filogia romanza, con una tesi dal titolo Il lessico della Val Graveglia. Contributo alla descrizione dei dialetti liguri. Nel 1978 divenne professore ordinario di linguistica italiana.

## Opere
- Hugo Plomteux, Le interferenze linguistiche fra il mondo marinaresco e l'entroterra, in Bollettino dell'Atlante linguistico mediterraneo, voll. 10-12, AA. VV., Leo S. Olschki Editore, Firenze 1970.
- Hugo Plomteux, I dialetti della Liguria orientale odierna. La Val Graveglia, Pàtron, Bologna 1975.
- Hugo Plomteux, Cultura contadina in Liguria. La Val Graveglia, Sagep Editrice, Genova 1980.

## Opere dedicate a Plomteux
AA. VV., Studi di etnografia e dialettologia ligure in memoria di Hugo Plomteux, a cura di Lorenzo Còveri e Diego Moreno,SAGEP Editrice, Genova 1983.

AA. VV., Langue, dialecte, littérature. Études romanes à la mémorie de Hugo Plomteux, Leuven University Press, Lovanio 1983.

F.J. Mertens, In Memoria Hugo Plomteux (1937-1981). Publications scientifiques de Hugo Plomteux.

M. Cortelazzo, Hugo Plomteux e l'« Atlante Linguistico Mediterraneo ».